# Бойня на Авенида Рузвельт
Бойня на Авенида Рузвельта — событие в Манагуа 22 января 1967 года, трагический эпизод в истории Никарагуа, когда диктатура семейства Сомоса жестоко подавила оппозиционное выступление.

## Предпосылки
С 1937 года клан Сомоса правил в Никарагуа напрямую или через доверенных лиц.
В качестве соперника Анастасио Сомосы Дебайле на президентских выборах 5 февраля 1967 года Национальный оппозиционный союз выдвинул кандидатом Фернандо Бернабе Агуэро Роча. Педро Чаморро, редактор газеты La Prensa, был координатором оппозиции и занимался связями с общественностью.

## Протестное шествие 22 января 1967 года
Газета «Ла Пренса» и оппозиционные радиостанции призвали к демонстрации на площади Пласа-де-ла-Република в Манагуа в воскресенье, 22 января 1967 г. .
Около 17:00 прозвучал призыв следовать к официальной резиденции президента, Лома-де-Тискапа на Авенида Рузвельт. Президентом в то время был Лоренсо Герреро Гутьеррес, ставленник семейства Сомоса.
На Авенида Рузвельт (центральный проспект Манагуа, идущий с севера на юг, к востоку от Авенида Симон Боливар), на углу здания Национального банка Никарагуа (BNN) (где сегодня стоит здание парламента Никарагуа, которое не используется по причинам высоких издержек на эксплуатацию) демонстрантов остановила Национальная гвардия Никарагуа. Лейтенант Сиксто Пинеда Кастельон забрался в автомобиль пожарной команды аэропорта Манагуа, чтобы использовать систему пожаротушения в качестве водомета, и в этот момент он был убит пулей 22-го калибра, прилетевшей со стороны Ficus microcarpa (Laurel de la India) перед аркадами Banco Насьональ де Никарагуа, и выпал из машины. После этого Национальная гвардия начала стрелять в толпу. Было убито около 200 человек.
Лидеры оппозиции отступили на два квартала в сторону озера к Гран-отелю (в настоящее время Культурный центр Манагуа), после чего танк М4 Шерман под командованием генерала Ивана Аллегрета обстрелял отель. Благодаря посредничеству военной миссии США, Национальная гвардия не стала брать штурмом отель.
23 января 1967 года Педро Чаморро был арестован вместе с другими людьми, покидавшими отель. Среди 31 арестованных были: Херти Левитес, Эден Пастора Гомес, Карлос Гуадамус Портильо, Самуэль Сантос Лопес, братья Серхио и Данило Агирре Солис. Они были препровождены в штаб-квартиру полиции Манагуа, известную под прозвищем Эль-Ормигеро («Муравейник»).
В последующие дни накануне выборов действовало чрезвычайное положение. Национальная гвардия похищала и пытала подозреваемых в оппозиционных настроениях.
22 января редакцию газеты «Ла-Пренса» заняли подразделения Национальной гвардии, поэтому газета не выходила до 3 февраля 1967 года, когда Маргарита Карденаль, мать Педро Чаморро, добилась в Верховном суде Никарагуа судебного запрета в отношении действий начальника полиции Манагуа полковника Эрнесто Ругамы. Материальные потери газеты, согласно её иску, составили 100 000 кордоб .

## Последствия
31 заключенный был освобожден по амнистии парламента 4 марта 1967 г.
28 марта 1967 года Агуэро подписал договор с Сомосой в Театре Рубена Дарио. С 1 мая 1972 года до 1 декабря 1974 года он был членом Национальной правящей хунты (JNG) и позволил Анастасио Сомосе Дебайле переизбраться на пост президента, по этой причине его считали предателем в своей партии. В 1973 году он вышел из состава хунты, и его место занял Эдмундо Пагуага Ириас.
Когда правительство Джимми Картера начало рассматривать Педро Чаморро в качестве будущего президента Никарагуа, Анастасио Сомоса, его бывший сокурсник по Педагогическому институту Ла Саль де Манагуа, организовал 10 января 1978 г. его убийство .

## См. тоже
- История Никарагуа